# Chulne
Chulne ist ein Unterbezirk in Vasai West der Großstadt Mumbai, Maharashtra.
Benachbart sind die Unterbezirke Nalasopara West (7,58 km), Vasai East (12,19 km), Naigaon East (13,42 km), Nalasopara East (14,52 km).

## Nachweis
1. ↑  https://housing.com/chulne-vasai-west-mumbai-overview-P1uedk7uy566v3ah2